# Drepanulatrix faeminaria
Drepanulatrix faeminaria là một loài bướm đêm trong họ Geometridae.